# Терамо
Терамо (итал. Teramo) град је у средишњој Италији. Град је средиште истоименог округа Терамо у оквиру италијанске покрајине Абруцо.

## Природне одлике
Град Терамо налази се у средишњем делу Италије, на 60 км северозападно од Пескаре. Град је недалеко западне обале Јадрана и смештен је у брдској области познатој по виноградрству, изнад које се ка западу издижу средишњи Апенини.

## Географија
| Клима (Терамо)     | Клима (Терамо) | Клима (Терамо) | Клима (Терамо) | Клима (Терамо) | Клима (Терамо) | Клима (Терамо) | Клима (Терамо) | Клима (Терамо) | Клима (Терамо) | Клима (Терамо) | Клима (Терамо) | Клима (Терамо) | Клима (Терамо) |
| Показатељ \ Месец  | .Јан.          | .Феб.          | .Мар.          | .Апр.          | .Мај.          | .Јун.          | .Јул.          | .Авг.          | .Сеп.          | .Окт.          | .Нов.          | .Дец.          | .Год.          |
| ------------------ | -------------- | -------------- | -------------- | -------------- | -------------- | -------------- | -------------- | -------------- | -------------- | -------------- | -------------- | -------------- | -------------- |
| [ тражи се извор ] |                |                |                |                |                |                |                |                |                |                |                |                |                |

## Становништво
Према резултатима пописа становништва 2011. у општини је живело 54.294 становника.
| 1931.  | 1936.  | 1951.  | 1961.  | 1971.  | 1981.  | 1991.  | 2001.  | 2011.  |
| ------ | ------ | ------ | ------ | ------ | ------ | ------ | ------ | ------ |
| 31.790 | 33.796 | 38.643 | 41.899 | 47.804 | 51.092 | 51.756 | 51.023 | 54.294 |

Терамо данас има око 55.000 становника, махом Италијана. Последњих деценија број становника у граду стагнира.

## Партнерски градови
- Праг
- Меминген
- Ришон Лецион
- Беране
- Строволос
- Гожов Вјелкополски
- Рибеирао Прето
- Авила
- Агланција

## Галерија
- Терамо ноћу
- Црква Мадоне дел Грације
- Улица старог Терама